# Stenodactylus slevini
Stenodactylus slevini är en ödleart som beskrevs av  Haas 1957. Stenodactylus slevini ingår i släktet Stenodactylus och familjen geckoödlor. IUCN kategoriserar arten globalt som livskraftig. Inga underarter finns listade i Catalogue of Life.